# Bateria Wolseley
Bateria Wolseley (malt. Batterija ta' Wolseley, ang. Wolseley Battery) – bateria artyleryjska w Delimara, Marsaxlokk na Malcie. Zbudowana przez Brytyjczyków w latach 1897-1899. Stoi w pobliżu Fortu Tas-Silġ. Bateria wciąż istnieje, lecz nie jest dostępna dla ogółu.

## Historia
Bateria Wolseley zbudowana została w latach 1897-1899, przeznaczono ją do obrony terenu rozciągającego się od Delimara Point po Xrobb l-Għaġin. Była elementem nowej serii fortyfikacji, posiadających działa ładowane od zamka (ang. BL). Aby oczyścić jej pole ognia, zburzono XVIII-wieczną Baterię Tombrell.
Fortyfikacja ma kształt owalu z czterema stanowiskami działowymi, na których początkowo zamontowano dwa działa 9,2-calowe oraz dwa 6-calowe ładowane od zamka. Stanowiska dział otoczone są płytkim rowem, oryginalnie bronionym przez zasieki z drutu kolczastego. Tylna strona uszczelniona była żelaznym ogrodzeniem. Znajdowało się tam też, pierwsze tego typu na Malcie, stanowisko karabinu maszynowego.
Bateria stała się przestarzała w roku 1906, a w roku 1915 jej 6-calowe działa zostały przeniesione do nowo wybudowanej Baterii Wardija w pobliżu Saint Paul’s Bay. Rok później została w pełni wycofana z użycia.
W latach 1930. obok kwater dla oficerów zbudowany został okrągły, zakamuflowany kamieniem schron bojowy z karabinem maszynowym.

## Współcześnie
Bateria wciąż istnieje, lecz nie ma do niej publicznego dostępu z uwagi na prywatność terenu. W pobliżu znajduje się Elektrownia Delimara.
W roku 2015 miejsce to było brane pod uwagę jako możliwa lokalizacja kampusu powstającego American University of Malta. Ostatecznie kampus został ulokowany w doku nr 1 w Cospicua oraz Żonqor Point w Marsaskala.